# قلم دیجیتال

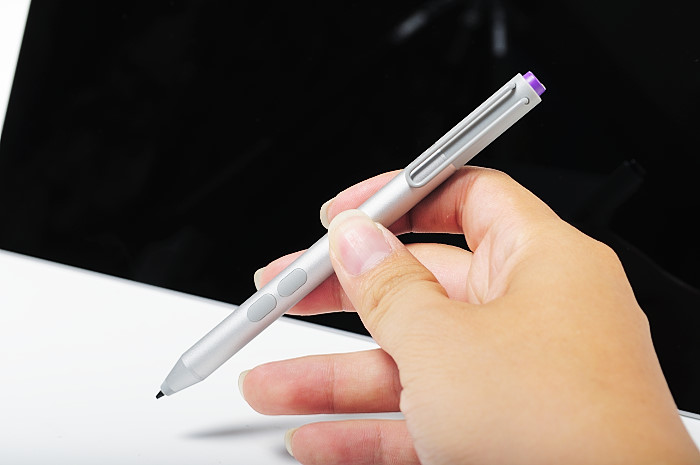
Microsoft Surface Pen is a digital pen.

قلم دیجیتال قلمی است که برای نوشتن بر روی کاغذ دیجیتالی استفاده می‌شود. قلم دیجیتالی خاصیت مغناطیسی دارد که توسط آهن‌ربا به وجود می‌آید و از این خاصیت برای نوشتن بر روی کاغذ دیجیتالی استفاده می‌کند. اگر قلم دیجیتالی نداشته باشید نمی‌توانید بر روی کاغذ دیجیتالی بنویسید. به‌طور مختصر قلم دیجیتالی یک قلم مغناطیسی است که خاصیت مغناطیسی اش توسط آهن‌ربا به وجود می‌آید. وقتی کاغذ دیجیتالی می‌خرید حتماً قلم دیجیتالی هم برای نوشتن دارد.